# Хорум-Дагский сумон
Хорум-Дагский сумон, Сумон Хорум-Даг — административно-территориальная единица (сумон) и муниципальное образование со статусом сельского поселения в Дзун-Хемчикском кожууне Тывы Российской Федерации.
Административный центр и единственный населённый пункт сумона — село Хорум-Даг.

## Население
| 2017 | 2018 |
| ---- | ---- |
| 418  | ↘404 |